# Suchy Wierch Waksmundzki
Der Suchy Wierch Waksmundzki ist ein Berg in der polnischen Hohen Tatra mit einer Höhe von 1485 m n.p.m.

## Lage und Umgebung
Der Gipfel liegt in der Nähe des Ostry Wierch Waksmundzki, von dem ihn der Bergpass Wyżnia Filipczańska Przełęcz trennt, sowie der Zadnia Kopa Sołtysia, von dem ihn der Bergpass Zadnia Przełęcz Sołtysia trennt, im Tatra-Nationalpark. 
Der Gipfel liegt oberhalb der Täler Dolina Filipka und Dolina Pańszczyca. Der Gipfel ist bewaldet.

## Etymologie
Der Name Suchy Wierch Waksmundzki lässt sich als Trockener Waksmund-Gipfel übersetzen.

## Tourismus
Auf den Weg führen keine Wanderwege.

## Belege
- Zofia Radwańska-Paryska, Witold Henryk Paryski, Wielka encyklopedia tatrzańska, Poronin, Wyd. Górskie, 2004, ISBN 83-7104-009-1.
- Tatry Wysokie słowackie i polskie. Mapa turystyczna 1:25.000, Warszawa, 2005/06, Polkart ISBN 83-87873-26-8.

## Panorama

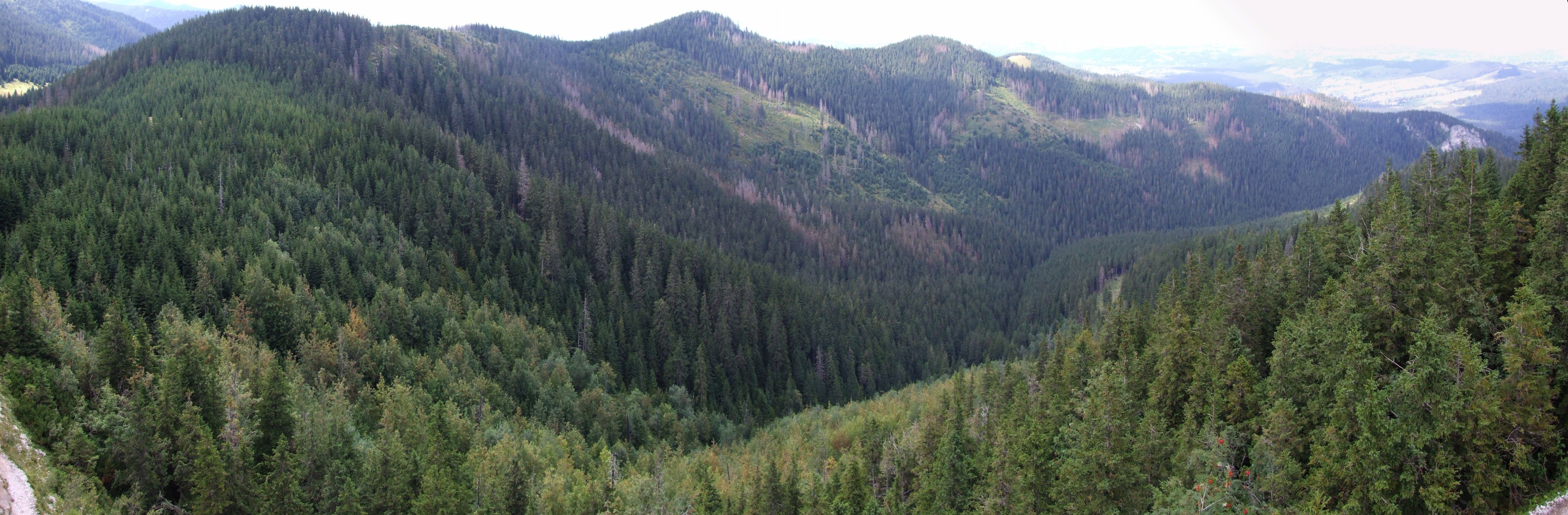
Blick vom Gipfel Gęsia Szyja auf den Suchy Wierch Waksmundzki und die Kopy Sołtysie